# CaNDY LiFe
CaNDY LiFe（キャンディ・ライフ）は、New Cinema 蜥蜴の2枚目のシングル。

## 内容
日本テレビ「J-ROCK ARTIST TOP30」オープニングテーマ。後に、岩井勇一郎、車谷啓介が在籍している三枝夕夏 IN dbが「君の愛に包まれて痛い」のカップリングにて、セルフカバー。彼らの作品の中では最高順位が最も高い作品である。

## 収録曲
全曲　作詞:舩木基有 作曲:岩井勇一郎 編曲:New Cinema 蜥蜴　
1. CaNDY LiFe
2. ミラクルフィッシュ
3. 金のエンゼル